# アンディ・サン・ディマス
アンディ・サン・ディマス（Andy San Dimas, 1986年10月3日 - ）は、アメリカ合衆国のポルノ女優。

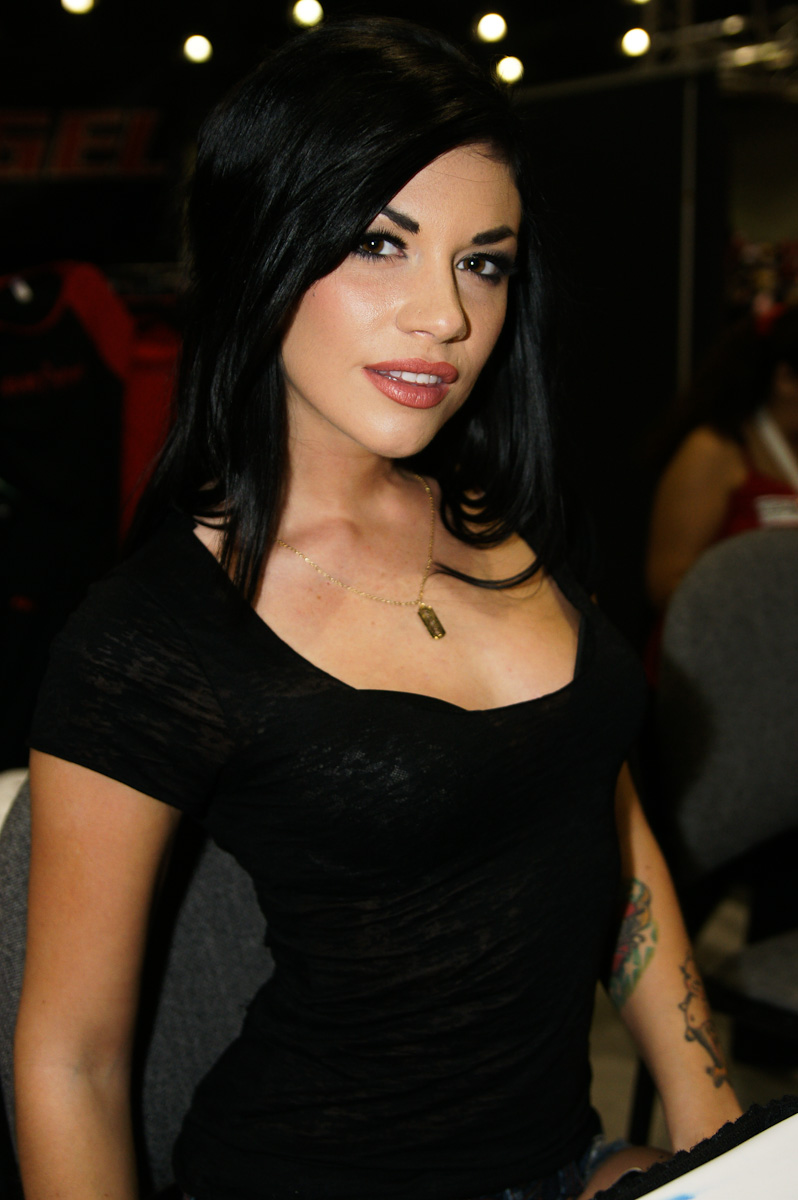
アンディ・サン・ディマス

## 出演作品
- アメコミヒーロー絶倫スペシャル
- マン・ズリ・シテェール/スーパーマン棒 vs オッパイダーマン
- ポロン/PRON
- ドバットマン
- スーパーマン棒/SUPERMANBOW
上記タイトルのDVDは日本ではコンマビジョン（BOOB CITYレーベル）から発売。
- スパルタカス・クィーン 欲望と戦いの伝説
- 寿司ボディ NYOTAI-MORI
- ハードコア・ハロウィン
- プライベート・レッスン 青い誘惑
- ギャラクシー・エンジェルズ
- 秘蜜の国のマリス
上記タイトルのDVDは日本ではアルバトロスから発売。